# Grey Gardens (1975)
Grey Gardens är en amerikansk dokumentärfilm från 1975 regisserad av bröderna Albert och David Maysles. Utifrån dokumentären gjordes en spelfilm 2009 och en Broadwaymusikal 2006.

## Handling
Filmen skildrar ett udda par, mor och dotter Bouvier, i deras vardag i den förfallna villan Grey Gardens i överklassområdet East Hampton på Long Island utanför New York. Modern Edith Ewing Bouvier (Big Edie) var faster till Jacqueline Bouvier Kennedy Onassis och dottern Edith Bouvier Beale (Little Edie) Jacquelines kusin. Familjen Bouvier tillhörde den amerikanska societeten.
När vi möter Little Edie och Big Edie i filmen är modern närmare åttio år gammal och dottern femtiosex. De har då levt tillsammans i den gamla familjevillan sedan 1952 då Little Edie flyttade hem efter flera hektiska år i New York. Båda är mycket excentriska och har en bakgrund som mindre lyckade halvprofessionella sångerskor. De tycks leva isolerade i en romantisk drömvärld där de lämnar villan med sina 28 rum att förfalla. Under det att de låter katter och tvättbjörnar invadera huset samlas avföring och hushållssopor i alla hörn, trappräcken går sönder, fönster spricker, taket börja läcka och trädgården växer igen. Deras brist på pengar och obetalda räkningar medför att vattnet stängs av.
Inför kameran dansar, sjunger och pratar Little Edie på, och Big Edie, som mest ligger i sängen, berättar om familjerelationer, mode, klassamhället och åldrande. Mor och dotter sjunger gamla sånger tillsammans, de munhuggs, småpratar och pratar även med oss (d.v.s. med filmteamet). De båda kvinnorna ursäktar aldrig sitt sätt att vara – de är som de är.

## Kultstatus
Efter premiären blev filmen mycket hårt kritiserad för att ha gjort intrång i de båda kvinnornas privatliv. Diskussionen påminde om den debatt som dokusåporna senare vållade på 1990- och 2000-talet. Men filmen blev också biljetten till det kändisskap som de båda kvinnorna hade efterlängtat. Bland annat har Little Edie blivit en modeikon tack vare sina egensinniga och stilfulla kreationer. På grund av en hårsjukdom är hon alltid iklädd turban eller huvudduk. Hennes originella klädstil inspirerade tidskriften Harper's Bazaar till ett flersidigt modereportage 1998 och ett nytt reportage publicerades i Vogue året därpå. 
Filmen är full av roliga och säregna meningsutbyten, fraser och repliker som är en av anledningarna till filmens och kvinnornas kultstatus:
"This is the best thing to wear for today, you understand. Because I don't like women in skirts and the best thing is to wear pantyhose or some pants under a short skirt, I think. Then you have the pants under the skirt and then you can pull the stockings up over the pants underneath the skirt. And you can always take off the skirt and use it as a cape. So I think this is the best costume for today." Edith 
'Little Edie' Bouvier Beale.
"Always must do everything correctly!" Edith 'Big Edie' Bouvier Beale. 
"Raccoons and cats become a little bit boring. I mean for too long a time." Edith 'Little Edie' Bouvier Beale. 
Kändisskapet fick Little Edie att, sedan hon lämnat Grey Garden, sätta upp en kortlivad egen kabaré på Reno Sweeny's i Greenwich Village. Andy Warhol sägs ha varit en återkommande besökare.

## Kringhistoria
1971 inspekterade kommunens hälsovårdsnämnd villan efter att grannarna klagat. Resultatet blev att kommunen krävde att den nedgångna villan skulle rivas eller rustas upp, och man hotade med att kvinnorna skulle tvångsevakueras. Året därefter gjorde tidningen National Enquirer ett reportage om mor och dotter Bouvier Beale och deras bohemliv i den förfallna och smutsiga villan. Reportaget gjorde skandal, bland annat därför att de var nära släkt till Jacqueline Kennedy Onassis, tidigare USA:s första dam.
Uppmärksamheten ledde till att Jacqueline Kennedy Onassis och hennes syster Lee Radziwill bekostade en upprustning av huset. Filmen spelades in innan upprustningen genomfördes. 
1977 dog modern Big Edie och två år senare sålde Little Edie huset till Sally Quinn och Ben Bradlee, två välkända journalister på Washington Post
Filmregissören Albert Maysles var den ende utanför familjen som bjöds in till Little Edies begravning 2002.

## Spelfilmen Grey Gardens
2009 producerade det amerikanska TV-bolaget HBO en spelfilm som delvis bygger på dokumentären från 1975. Spelfilmen heter också Grey Gardens. Den är regisserad av Michael Sucsy och har Jessica Lange och Drew Barrymore i rollerna som Big och Little Edie och Jeanne Tripplehorn som Jacqueline Kennedy.

## Andra filmer och pjäser om Big & Little Edie
2005 var det premiär på filmfestivalen i TriBeCa för kortfilmsdokumentären Ghost of Gray Gardens av regissören Liliana Greenfield-Sanders, som handlar om det kulturella fenomen som kvinnorna Big och Little Edie blivit och den betydelse dokumentären Grey Gardens spelat för den kultstatus som de fått.
2006 sattes det upp en musikal, först off-Broadway och sedan på Broadway, om kvinnornas liv. Även musikalen heter Grey Gardens.
Samma år klippte Albert Maysles ihop en ny dokumentärfilm The Beals of Grey Gardens av det cirka 70 timmar långa materialet.